# Hawk Nelson

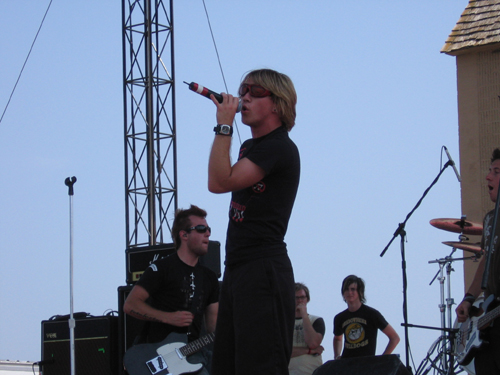
Hawk Nelson

Hawk Nelson är ett poppunk-band från Ontario i Kanada. Bandet har blivit populärt inom den kristna musiken röstades fram till "Favorite New Artist" av CCM Magazine i februari 2006 Reader's Choice Awards. 2006 vann Hawk Nelson första plats på VH1:s topp 20 videonedräkning med musikvideon till låten "The One Thing I Have Left". 
Bandet spelade från början bara i Peterborough, Ontario. 2003 kom deras första EP Saturday Rock Action. Året därpå kom deras andra EP som California EP. Den var en försmak av deras första album Letters To The President vilken också kom 2004. Stora låtar från den var California, Letters to the President, Every Little Thing & From Underneath. 2005 kom deras EP Bring 'Em Out. EP:n innehåller två versioner av hit låten "Bring 'Em Out" och "Things We Go Through" från albumet "Letters To The President". På den ena versionen av "Bring 'Em Out" medverkar artisten Drake Bell, den andra är albums versionen. Uppföljaren till denna EP blev albumet Smile, It's the End of the World med låtar som Bring ’Em Out, The one thing I have left & "Zero. För det albumet vann dem Modern Rock/Alternative Album Of The Year av GMA Canada Awards. I december 2006 släpptes även Gloria EP med till exempel en cover på Last Christmas.  2008 kom det senaste albumet Hawk Nelson Is My Friend med till exempel hit låtarnan Friend Like That och "One Little Miracle". De gjorde även detta år en cover på Simple Minds låt Don't You Forget About Me till Don't You Forget About Me The Covers: EP. Dem har även gjort filmmusik som en cover på The Whos My Generation till American Dreams och "Bring ’Em Out" till Yours, Mine and Ours tillsammans med Drake Bell. Det har även släppts en EP för hit låten One Little Miracle från albumet Hawk Nelson Is My Friend. Denna EP innehåller tre versioner av låten, originalet, en akustisk och en live. Både på live versionen och den akustiska medverkar artisten Amy Grant. Hawk Nelson fick även en Grammy nominering för Best Recording Package till deras album Hawk Nelson Is My Friend.
Hawk Nelson har under 2007 på Creation Festival turnerat med band som Newsong, Jeremy Camp, Steven Curtis Chapman, Sanctus Real och Britt Nicole. Även med MxPx, Run Kid Run, Project 86, The Fold och The Classical Crime på Tooth & Nail Tour.

## Medlemmar
- Jason Dunn: sångare och ibland pianist. Född 1982.
- Jonathan Steingard: bakgrundssångare och gitarrist, hade solokarriär innan han slog ihop sig med Hawk Nelson och tog förre gitarristen Davin Clarks plats. Född 1983.
- Daniel Biro: el bas och bakgrundssångare. Född 1957
- Justin Benner: trummor, spelade innan i the send som ibland var med på turné med Hawk Nelson. Tog Aaron ”Skwid” Totsis plats som själv hade tagitt Matt ”Matty” Paiges plats.

## Albumet

### Album
- Letters To The President 13 juli 2004 Tooth & Nail Records
- Smile, It's the End of the World 4 april 2006 Tooth & Nail Records
- Hawk Nelson Is My Friend 1 april 2008 Tooth & Nail Records/BEC Recordings
- Life Live Loud 22 september 2009 Tooth & Nail Records/BEC Recordings
- Crazy Love 8 februari 2011  Tooth & Nail Records/BEC Recordings

### EP
- Saturday Rock Action 2003, demo
- California EP  2004 Tooth & Nail Records
- Bring 'Em Out 20 december 2005 Tooth & Nail Records
- Gloria EP 21 november 2006 Tooth & Nail Records
- One Little Miracle 21 oktober 2008 BEC Recordings
- Summer EP 16 Juni 2009 Tooth & Nail Records/BEC Recordings

### Singlar
- Letters To The President 2004 Tooth & Nail Records
- Zero 4 April 2006 Tooth & Nail Records
- Friend Like That 24 december 2007 Tooth & Nail Records

### Musikvideor
- The Grand Itroduction (Saturday Rock Action 2003)
- California (Letters To The President 2004)
- Every Little Thing (Letters To The President 2004)
- From Underneath (Letters To The President 2004)
- Letters To The President (Letters To The President 2005)
- Bring 'Em Out live med Drake Bell (Soundtrack: Yours, Mine, and Ours)
- The One Thing I Have Left (Smile, It's the End of the World 2006)
- Zero (Smile, It's the End of the World 2007)
- Friend Like That (Hawk Nelson Is My Friend 2008)
- Live Life Loud (Life Live Loud 2009)
- Shaken (Life Live Loud 2009)
- words(words 2009